# Melby (Kappel)
 For alternative betydninger, se Melby. (Se også artikler, som begynder med Melby)
Melby (dansk) eller Mehlby (tysk) er en bydel i Kappel beliggende ved Møllebækken vest for midtbyen i nærheden af Røst gods.
Melbys historie er tæt forbundet med udviklingen på Røst. I den danske periode før 1864 var landsbyen en del af Kappel Sogn. I 1938 dannede Melby sammen med Grimsnæs, Sandbæk og Studebøl en selvstændig kommune. I 1974 blev Melby indlemmet i Kappel kommune.
Stednavnet beskriver landsbyens beliggenhed i sognets midte (oldnordisk: meðal). På sønderjysk (angeldansk) udtaltes stednavnet Mælby, Mejlby.